# Maico MC 400/4
Der Maico MC 400/4 ist ein Fahrzeug des Herstellers Maico aus Pfäffingen. Er erschien im Mai 1956 als erste viersitzige Limousine der Marke. Bis Oktober 1956 wurden einige Fahrzeuge hergestellt. Eine Produktion in größerem Ausmaß erfolgte erst mit dem weitgehend identischen, allerdings stärker motorisierten Maico MC 500/4, der im Juni 1956 erschien.

## Karosserie
Die zweitürige Karosserie in Form eines Limousine bot Platz für vier Personen.

## Maße und Gewichte
Bei einem Radstand von 202 cm und einer Spurbreite von 120 cm vorne bzw. 115 cm hinten war der Wagen 342 cm lang, 147 cm breit und 139,5 cm hoch. Das Leergewicht betrug 585 kg, das zulässige Gesamtgewicht 880 kg.

## Antrieb
Der wassergekühlte Zweizylinder-Zweitaktmotor von Heinkel hatte einen Hubraum von 396 cm³ und leistete 15 PS (11 kW). Er war im Heck des Fahrzeugs eingebaut und trieb über ein Vierganggetriebe die Hinterräder an. Die Höchstgeschwindigkeit betrug 95 km/h. Der Kraftstoffverbrauch wurde mit 6 Litern auf 100 km angegeben.

## Neupreis und Stückzahl
Der Neupreis betrug 3490 DM. Es entstanden 21 Fahrzeuge zwischen Mai 1956 und Oktober 1956.